# Политиздат
Изда́тельство полити́ческой литерату́ры ЦК КПСС (Политизда́т) — центральное издательство политической и историко-партийной литературы в СССР.
Издательство существовало в 1918—1991 годы. Преобразовано в издательство «Республика».

## История
После Октябрьской революции 1917 года перед большевистским властями встал вопрос о координации издательской деятельности в республике, в частности необходимо было организовать выпуск общественно-политической литературы. С этой целью летом 1918 года было создано единое издательство «Коммунист», которое уже 21 мая 1919 года Постановлением ВЦИК вошло в состав Государственного издательства при Наркомпросе РСФСР в качестве отдела политической литературы.
После реорганизации в 1921 году Госиздат стал объединять крупнейшие советские издательства, а в 1930 году на его базе было создано Объединение государственных издательств РСФСР — ОГИЗ РСФСР.
15 августа 1931 года ЦК ВКП(б) принял Постановление «Об издательской работе», в котором на первый план выдвигалось издание политической и технической литературы: «Книга должна быть боевой и актуально-политической, она должна вооружить широчайшие массы строителей социализма марксистско-ленинской теорией и технико-производственными знаниями». Для выполнения этой партийной директивы издательская система СССР была перестроена с целью уделить особое внимание выпуску именно политической и технической литературы. Из системы Соцэкгиза («Издательство социально-экономической литературы» в составе ОГИЗа) было выделено издание массовой партийной литературы по марксистско-ленинской теории, и на этой базе (вместе с Маспартгизом — «Издательство массовой партийной литературы», которое выделилось из ОГИЗа) образовалось «Издательство партийной литературы» (Партиздат), подчинявшееся непосредственно Культпропу (отдел культуры и пропаганды) ЦК ВКП(б).
В январе 1941 года Партиздат переименовали в Государственное издательство политической литературы (Госполитиздат) и опять включили в состав ОГИЗа.
В 1963 году Госполитиздат стал главным партийным издательством КПСС и был переименован в Издательство политической литературы ЦК КПСС — Политиздат.
После запрета деятельности КПСС в конце 1991 года Политиздат потерял статус центрального политического издательства и одного из самых масштабных и влиятельных в стране, как и ярко выраженную партийность. В декабре 1991 года решением Совета Министров — Правительства РСФСР Издательство политической литературы ЦК КПСС было преобразовано в государственное и стало именоваться «Республика».

## Издательская деятельность

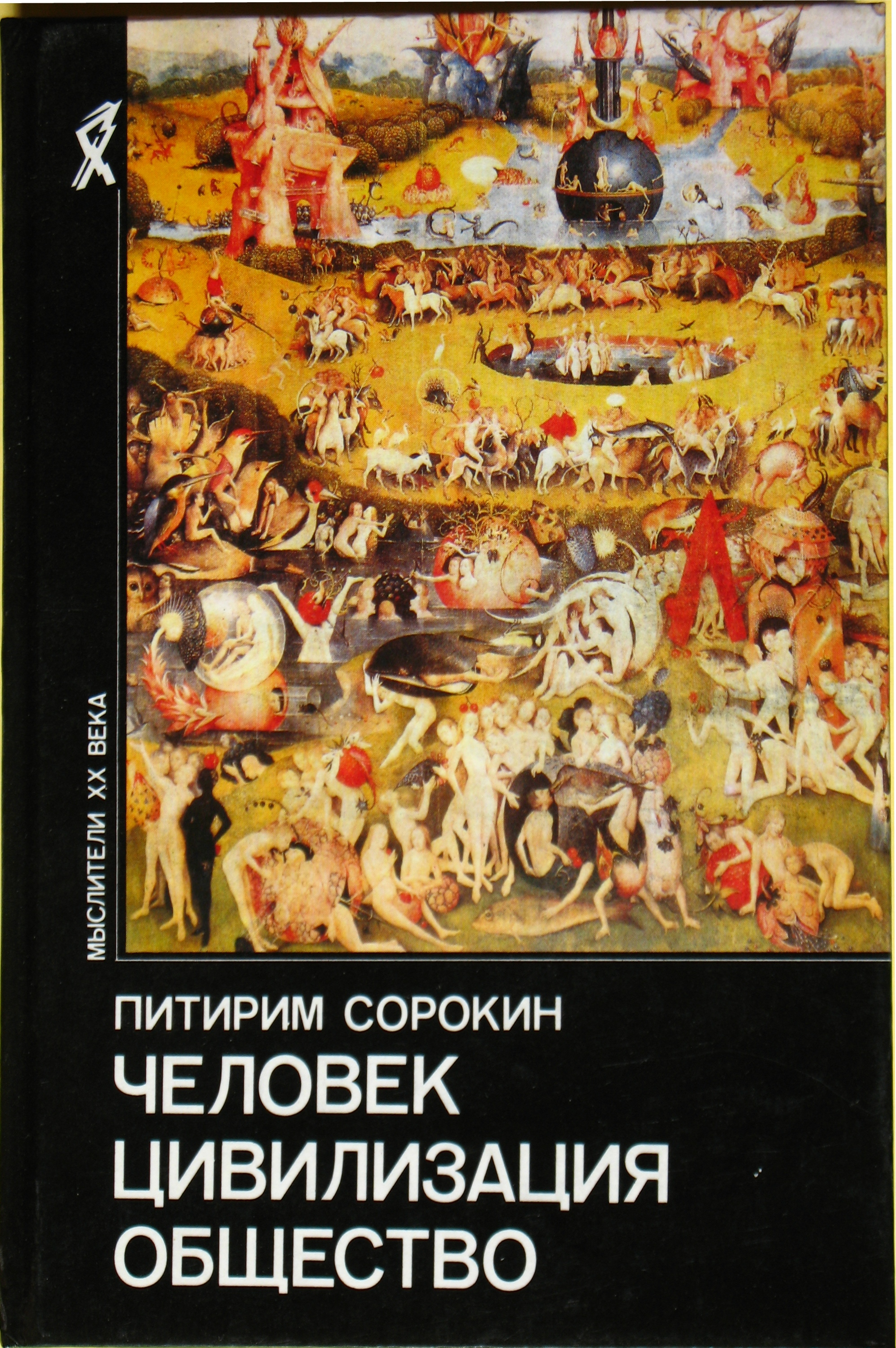
Питирим Сорокин в серии «Мыслители XX века». Политиздат, 1992

Политиздату Госкомиздатом СССР был присвоен код 079. В системе Госкомиздата СССР в 1980-х гг. издательство входило в Главную редакцию общественно-политической литературы.
Оно имело практически монопольное право на выпуск всей официальной общественно-политической литературы на территории СССР в том числе произведения классиков марксизма, материалы съездов партии, пленумов ЦК, партийные документы, доклады и выступления руководителей КПСС, зарубежных коммунистических и рабочих партий. Политиздат также печатал научную, научно-популярную и учебную литературу по научному коммунизму, марксистско-ленинской философии, политэкономии, отечественной истории и истории КПСС, партийному строительству, научному атеизму, внешней политике СССР, мировому революционному процессу.
В 1973 году издательство выпустило 398 названий общим тиражом более 108 миллионов экземпляров, что составляло 20 % всей изданной в стране литературы по общественно-политическим и социально-экономическим проблемам.
В 1977 году издательство выпустило 375 названий книг и брошюр общим тиражом более 73,6 миллионов экземпляров.
В 1979 году издательство выпустило 389 названий книг и брошюр тиражом около 70 миллионов экземпляров.
Сводные показатели издательской деятельности издательства были следующие:
|                                       | 1973    | 1977  | 1979     | 1980     | 1981      | 1985     | 1987      | 1988      | 1989     | 1990     |
| ------------------------------------- | ------- | ----- | -------- | -------- | --------- | -------- | --------- | --------- | -------- | -------- |
| Кол-во книг и брошюр, печатных единиц | 398     | 375   | 389      | 403      | 375       | 413      | 346       | 354       | 337      | 297      |
| Тираж, тыс. экз.                      | 108676  | 73600 | 69889,5  | 74451,7  | 98928,7   | 86238,6  | 87257,3   | 87019,5   | 58493,6  | 47240,3  |
| Печатных листов-оттисков, тыс.        | 1431326 | —     | 845460,7 | 882649,9 | 1020024,1 | 989206,2 | 1067811,8 | 1060014,4 | 872874,5 | 804963,2 |

Среди выпущенной Политиздатом литературы можно выделить такие многотомные проекты, как Полное собрание сочинений В. И. Ленина в 55 томах (1958—1965) и второе 50-томное издание сочинений К. Маркса и Ф. Энгельса (1974). Также были изданы 10-томное издание «Коммунистическая партия Советского Союза в резолюциях и решениях съездов, конференций и пленумов ЦК», 4-томник Л. И. Брежнева «Ленинским курсом». Наибольшую известность получили книжные серии Политиздата: «Пламенные революционеры», «О жизни и о себе», «Герои Советской Родины», «Владыки капиталистического мира», «За фасадом буржуазных теорий», «Библиотека атеистической литературы».

## Руководители издательства
- 1940—1941 — Молодцов, Василий Сергеевич
- 1971—1982 — Тропкин, Николай Васильевич

## Награды
- За особые заслуги в области книгоиздания в 1970 году Политиздат был удостоен ордена Трудового Красного Знамени[2][3][4].